# Miraceti Jiménez
Irma Miraceti Del Carmen Jiménez Ugalde (Ciudad de México, 1962) conocida como Miraceti Jiménez es una escritora, poeta y editora poblana. Ha colaborado en diversas antologías, suplementos literarios y revistas como autora y editora. 
Es codirectora de El Errante Editor, editorial e imprenta poblana. Obtuvo el primer lugar en el X Concurso de Cuento Mujeres en vida de la universidad pública del estado de Puebla, la BUAP, con el texto Leche de Almendras en 2006.

## Trayectoria
Jiménez es licenciada en Ciencias de la Comunicación por la Universidad Nacional Autónoma de México (UNAM).
De 1984 a 1985 participó en talleres de creación literaria con los poetas Ricardo Yáñez y Ricardo Castillo en la Ciudad de México y Puebla. En 1987 ganó el primer lugar en el certamen estatal de poesía convocado por CREA. Fue seleccionada en 1994 como becaria del Fondo Estatal para la Cultura y las Artes en la categoría Jóvenes creadores con el proyecto del poemario titulado Engaño colorido.
En 2009 fue becaria del Fondo Estatal para la Cultura y las Artes (Fonca) en la categoría Creadores con trayectoria con el proyecto El brujo de Jesús María.
Ha impartido talleres de edición y creación literaria en Ciudad de México y Puebla.

## Publicaciones

### Poesía
- Tardes líquidas. LunArena, 1994[11][10]
- Con sombras duermo. Universidad Autónoma de Zacatecas, 1988[10]
- Varios Autores. Aire Corredor. México, Programa Editorial de la Coordinación de Humanidades. UNAM, 2000.[12]
- Mancias, 2003[10]
- Varios Autores. Mujeres poetas de México: antología poética (1940-1965). México, Editorial Atemporia, 2008
- Varios Autores. Animales distintos: muestra de poetas argentinos, españoles y mexicanos nacidos en los sesenta. Guadalajara, Jalisco. Conaculta, FONCA, Arlequín, Sigma, 2008

### Novela
- Más allá de las sombras. México, El Errante Editor, 2015[13][10][14]

### Poesía infantil
- Ala mar. México, Edaf, 2018. Libro ilustrado dedicado a sensibilizar sobre los ecosistemas marinos. Comienza con un texto sobre la playa y sigue el recorrido en 15 poemas más continúa el viaje mar adentro.[6]